# A-la Belle Poule (причёска)

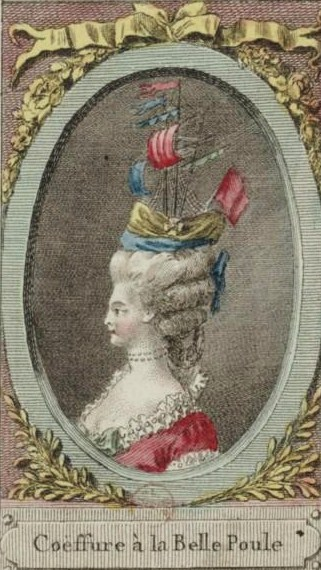
Гравюра ок. 1780 года

A-la Belle Poule (а-ля белль пуль) — дамская высокая причёска XVIII века из собственных и накладных волос, созданная в эпоху Марии-Антуанетты. Названа так в честь известного фрегата Belle Poule, который сразился с английским фрегатом HMS Аретьюза в 1778 году.

## История создания

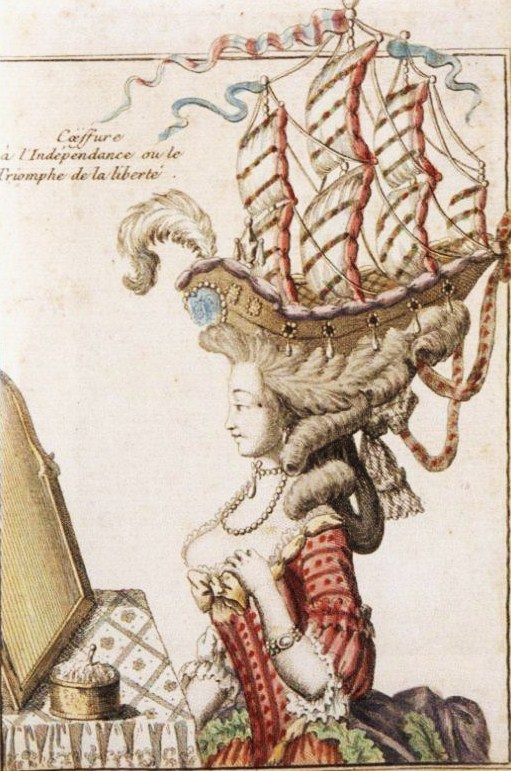
Карикатура 1780 года

Причёска a-la Belle Poule считается неким символом утончённого и роскошно-избыточного XVIII столетия. Однако это неверно. Высокие причёски такого рода появились только в последней трети XVIII века, а конкретно a-la Belle Poule была в моде всего несколько недель.
В конце 1770-х годов вошли в моду причёски, которые были не просто высокими и пышными, но и составляли как бы единое целое с головным убором. Таким образом, дамы носили на голове «клумбы», «вазы с фруктами», «мини-сады» и прочие занимательные конструкции.
Придумывала эти сооружения сама королева Мария-Антуанетта вместе со своим придворным парикмахером (куафёром) Леонаром. Считается, что большинство идей принадлежало самой королеве, а Леонар умело направлял чрезмерно богатую фантазию Марии-Антуанетты в нужное русло.
Разумеется, далеко не каждая придворная красавица имела настолько длинные и густые волосы, чтобы в точности следовать новой моде. Так началось триумфальное шествие шиньонов и дамских париков: парикмахеры скупали у представительниц «третьего сословия» их косы для того, чтобы очередная клиентка могла похвалиться высокой и вычурной куафюрой.
Неудобство высоких причёсок, мешавших женщинам сидеть в карете или портшезе, было учтено Леонаром. Он придумал лёгкий складной механизм (его вставляли в парик), с помощью которого можно было сделать причёску низкой, а потом — снова высокой.
«Темой» для причёски могло быть всё, что угодно — новая постановка Бомарше, научные и географические открытия и даже политические реалии. Так, в 1778 году фрегат 'Belle Poule' одержал победу. Леонар со своей талантливой ученицей-королевой живо отозвались на это событие международного значения. Так была создана причёска a-la Belle Poule. Такие причёски было опасно носить: волосы могли загореться от пламени свечи в канделябрах.
Ближе к 1790-м годам данная причёска вышла из употребления. Первый российский модный журнал, «Магазин английских, французских и немецких новых мод», выходивший в 1791 году, так писал об исчезновении куафюра:

Старинные женские головы, может быть, любили плавать, и потому нужны были шапочки корабликами, но нынешние головы имеют единственным своим основанием воздушную стихию и потому любят ветреность и парение по воздуху.

Дама с причёской «Фрегат». Иллюстрация 1885—1886 годов
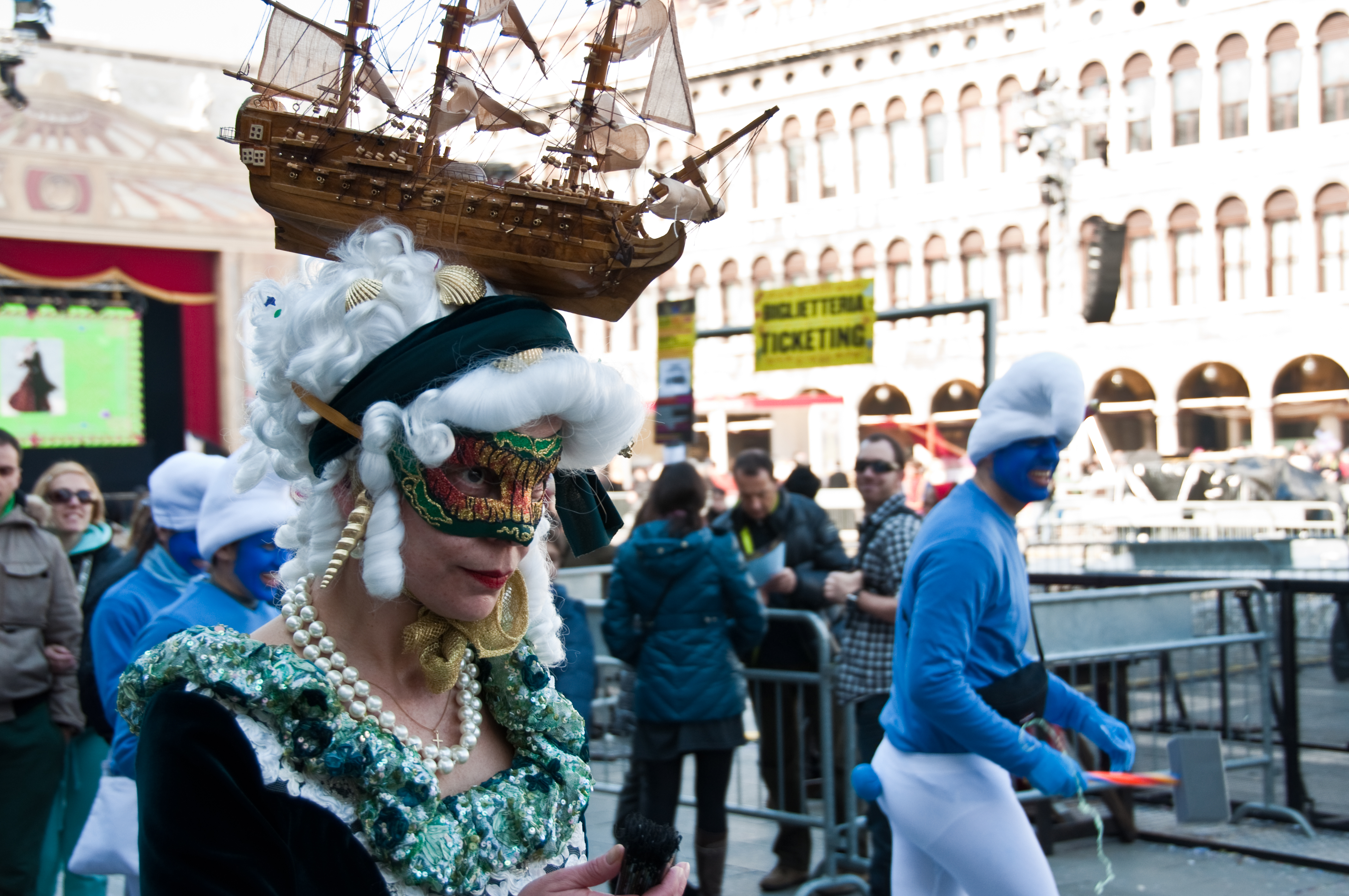
Участница Венецианского карнавала в 2011 году